# UFC Fight Night: Jędrzejczyk vs. Penne
UFC Fight Night: Jędrzejczyk vs. Penne (también conocido como UFC Fight Night 69) fue un evento de artes marciales mixtas celebrado por Ultimate Fighting Championship el 20 de junio de 2015 en el O2 World, en Berlín, Alemania.

## Historia
El evento estelar contó con el combate por el campeonato de peso paja femenino entre la actual campeona Joanna Jędrzejczyk y Jessica Penne. Originalmente el evento estelar contaba con el combate de peso semipesado entre Alexander Gustafsson y Glover Teixeira, sin embargo, el 1 de mayo, se anunció que Gustafsson se había lesionado y el combate fue retirado del evento.

## Resultados
1. ↑  Por el Campeonato de Peso Paja de Mujeres de UFC.

## Premios extra
Cada peleador recibió un bono de $50,000.
- Pelea de la Noche: Joanna Jędrzejczyk vs. Jessica Penne
- Actuación de la Noche: Mairbek Taisumov y Arnold Allen